# Хриса
Хриса (др.-греч. Χρύση) — древнегреческое имя, которое носила одна из героинь мифов и которым также был назван мифический остров.
Хриса (Хрисия, Злата) Могленская — великомученица. Православные именины (даты даны по григорианскому календарю): 26 и 31 октября.

## Героиня
Хриса — в древнегреческой мифологии дочь Алма, который был царём Орхомена, мать Флегия, отцом же Флегия был Арес. Хриса была одной из возлюбленных Ареса, а потом и его женой. От их брака и родился Флегий, который правил в Орхомене, как и его дедушка Алм.

## Мифический остров
Кроме того, Хриса («золотая») — это мифический остров, расположенный вблизи Трои.
На этом острове было расположено святилище Аполлона. Жрецом в этом храме был Хрис, у Хриса была дочь — прекрасная Хрисеида.